# Премка
Премка (мкд. Премка) је насеље у Северној Македонији, у западном делу државе. Премка припада општини Кичево.

## Географија
Насеље Премка је смештено у западном делу Северне Македоније. Од најближег већег града, Кичева, насеље је удаљено 10 km североисточно.
Премка припада горњем делу историјске области Кичевија. Село је положено на западним падинама планине Человица, док се западно пружа поље. Надморска висина насеља је приближно 760 метара.
Клима у насељу је планинска због знатне надморске висине.

## Историја
У месту је радила српска народна школа између 1870-1878. године. После дужег прекида, обновљена је 1900. године.

## Становништво
Премка је према последњем попису из 2002. године имала 134 становника.
Већинско становништво су Албанци (80%), а остало су махом етнички Македонци (19%). До пре пар деценија македонски Словени-хришћани су били у већини.
Претежна вероисповест месног становништва је ислам, а мањинска је православље.